# Gradius Origins
Gradius Origins, también conocido como Gradius Origin Collection (グラディウス オリジン コレクション Guradiusu Orijin Korekushon?, lit. "Colección del Origen de Gradius") en Japón, es un paquete recopilatorio desarrollado por M2 y publicado por Konami que incluye seis títulos de las serie Gradius y Salamander, incluyendo versiones regionales de la mayoría de los títulos. El paquete también presenta el nuevo título Salamander III. Se lanzó el 7 de agosto de 2025 para PC (Steam), PlayStation 5, Xbox Series X y Series S y Nintendo Switch.

## Lista de videojuegos
Gradius Origins contiene los siguientes videojuegos:
- Gradius (estrenado originalmente para arcade en 1985)
- Salamander (estrenado originalmente para arcade en 1986)
- Life Force (estrenado originalmente para arcade en 1987)
- Gradius II (estrenado originalmente para arcade en 1988)
- Gradius III (estrenado originalmente para arcade en 1989)
- Salamander 2 (estrenado originalmente para arcade en 1996)
- Salamander III (nuevo título de 2025)

## Descripción general
Esta colección incluye 18 versiones de los siete juegos arcade de las serie Gradius y Salamander, incluyendo la primera aparición de Gradius III AM Show Version en consolas domésticas.
Se han añadido nuevas y útiles funciones a los juegos, como estados de guardado, la función de rebobinado y el Modo Invencible. El nuevo Modo Entrenamiento te permite ajustar ajustes como los puntos de reinicio, el número de bucles y el estado de los potenciadores para perfeccionar tus habilidades. También hay una galería que incluye música del juego, diversas imágenes de cada título y mucho más.